# SV Darmstadt 98/Saison 2019/20
Die Saison 2019/20 des SV Darmstadt 98 war die 122. Saison in der Vereinsgeschichte. In dieser Zweitligasaison 2019/20 traten die Lilien zum dritten Mal in Folge in der 2. Bundesliga sowie im DFB-Pokal 2019/20 an.
Unter Cheftrainer Dimitrios Grammozis erreichte Darmstadt am Ende der Saison den 5. Tabellenplatz und erreichte im DFB-Pokal die 2. Runde.
Aufgrund der COVID-19-Pandemie wurde der Ligabetrieb nach dem 25. Spieltag Anfang März 2020 für über zwei Monate ausgesetzt und nur unter Ausschluss der Öffentlichkeit ab Ende Mai bis Ende Juni 2020 ohne zahlende Zuschauerschaft zu Ende geführt. Gleichwohl dies für alle Vereine auch in der Liga finanzielle Einbuße zufolge hatte, konnten beim SV Darmstadt 98 immerhin die Umbaumaßnahmen und Modernisierungsarbeiten am Merck-Stadion am Böllenfalltor reibungsloser vorangetrieben werden.

## Verlauf der Saison

### Personalveränderungen und Saisonvorbereitung
Das Trainerteam um Dimitrios Grammozis, welches im Laufe der Vorsaison nach Darmstadt gekommen war, blieb in der 2. Bundesliga 2019/20 dem Verein erhalten. Doch neben Co-Trainer Iraklis Metaxas heiratete Co-Trainer Sven Thur in der Sommerpause und nahm den Nachnamen seiner Ehefrau an, weshalb er ab dieser Saison als Sven Piepenbrock tätig war. Die langjährigen Betreuer Helmut Koch und Utz Pfeiffer legten nach Jahrzehnten ihre Tätigkeiten als Teambetreuer nieder, nachdem sie in den letzten beiden Saisons bereits ihre beiden Nachfolger Michael Richter und Matthias Neumann angelernt hatten, welche nun ab Sommer 2019 die Aufgaben vollständig übernahmen. Auch war der Umbau bzw. Modernisierungsvorgang des Merck-Stadion am Böllenfalltor noch im vollen Gange, weswegen die maximale Zuschauerkapazität im laufenden Spielbetrieb weiterhin niedriger war als üblich und je nach Umbaustand auch variierte.
Personell beendete in diesem Sommer Torhüter Rouven Sattelmaier seine Laufbahn als Spieler. Auch die Torhüter Daniel Heuer Fernandes (zum Hamburger SV), Max Grün (zu Borussia Mönchengladbach) und Josip Galić (zu BSV Rehden) verließen den Verein. Da Sandro Sirigu zum Chemnitzer FC wechselte, blieben aus der Lilienmannschaft, welcher der Durchmarsch aus dem Tabellenkeller der 3. Liga 2013 bis zum Klassenerhalt in der 1. Bundesliga 2016 gelang, nun nur noch Tobias Kempe und Marcel Heller im Team, wobei diese zwischenzeitlich kurz auch bei anderen Vereinen spielten. Zu weiteren Abgängen zählten mitunter Sören Bertram (zum 1. FC Magdeburg), Patrick Banggaard (zu Sønderjysk Elitesport), McKinze Gaines (zur SG Sonnenhof Großaspach), Julian von Haacke (zu SK Austria Klagenfurt), Joevin Jones (zu Seattle Sounders) oder Wilson Kamavuaka (zu GKS Tychy). Insgesamt 19 Abgängen, darunter drei Leihenden, standen 14 Zugänge gegenüber, darunter Marcel Schuhen zum SV Sandhausen, Tim Skarke vom 1. FC Heidenheim, Fabian Schnellhardt vom MSV Duisburg, Patric Pfeiffer vom Hamburger SV, Braydon Manu vom Hallescher FC, Mathias Honsak vom FC Red Bull Salzburg oder Erich Berko von Dynamo Dresden.
In den Testspielen der Vorbereitungsphase gewann man deutlich gegen unterklassige Gegner, darunter ein 9:0 beim zweitgrößten und sechstklassigen Darmstädter Verein Rot-Weiß Darmstadt, gegen den man im Kreispokal 2008 erst in der Verlängerung knapp gewann oder im Kreispokal 2011 im Pflichtspiel verloren hatte. Gegen Erstligist Werder Bremen mit dem späteren Lilientrainer Florian Kohfeldt trennte man sich 1:1, gegen die niederländischen Erstligisten Feyenoord Rotterdam (1:2) und Vitesse Arnheim (0:1) unterlag man in den Testspielen.

### Hinrunde
Am 1. Spieltag der 2. Bundesliga 2019/20 spielte der SV Darmstadt 98 am 28. Juli 2019 auswärts gegen den Hamburger SV 1:1, wobei die Führung der Lilien erst in Minute 90.+8 von Hamburgs Aaron Hunt per Elfmeter ausgeglichen wurde. Es war das erste Pflichtspiel mit Marcel Schuhen als Darmstädter Torhüter, welcher jedoch aufgrund eines Armbruchs im Anschluss für Monate verletzt ausfiel. Ab dem zweiten Spieltag, dem 2:0-Heimsieg gegen Holstein Kiel, stand Florian Stritzel im Lilientor, bis Schuhen Mitte Oktober 2019 zurückkehrte. Im DFB-Pokal 2019/20 wurde das Erstrundenspiel gegen den fünftklassigen FC Oberneuland mit 6:1 gewonnen, jedoch unterlag man am 29. Oktober 2019 in der 2. Runde gegen den Ligakonkurrenten Karlsruher SC mit 0:1 und schied deswegen aus dem Pokalwettbewerb aus.
Hatte man bis zum 9. Spieltag mit nur einem Sieg noch den 17. Tabellenplatz belegt, holte das Team vom Dimitrios Grammozis von Saisonstart bis zur Winterpause insgesamt vier Siege (darunter zwei knappe 1:0-Siege gegen den FC St. Pauli und den FC Erzgebirge Aue, in denen die Lilien in der Schlussphase das Siegtor erzielen konnten), neun Unentschieden und fünf Niederlagen aus den ersten 18 Ligaspielen und überwinterten damit auf der 12. Tabellenposition.

### Rückrunde
Nach der Winterpause startete Darmstadt mit zwei Unentschieden in die Rückrunde der 2. Bundesliga, ehe man vier Siege in Folge erreichte: 3:2 bei Dynamo Dresden, 1:0 gegen den SV Sandhausen, 2:1 beim 1. FC Nürnberg und 2:0 gegen den 1. FC Heidenheim. In diese Phase fiel auch die Verkündung am 26. Februar 2020, dass Trainer Dimitrios Grammozis seinen zum Sommer auslaufenden Vertrag nicht verlängere, stattdessen wurde er während der Folgesaison neuer Trainer beim FC Schalke 04. Darmstadts Präsidium hatte so frühzeitig einen ausreichenden Zeitrahmen für die Trainersuche.
Es folgte noch ein Ligaspiel, welches am 7. März 2020 gegen den VfL Bochum mit 0:0 endete. Daraufhin wurde aufgrund der COVID-19-Pandemie der Spielbetrieb im deutschen Fußball eingestellt, auch in der 2. Bundesliga. Innerhalb dieser Pausierung verkündete der SV Darmstadt 98 am 16. April 2020 die Verpflichtung von Markus Anfang als neuer Cheftrainer für die Zweitligasaison 2020/21. Es dauerte bis zum 16. Mai 2020, bis Darmstadt das nächste Ligaspiel beim Karlsruher SC (0:2) austragen konnte, doch ab jetzt bis zum Ende der Saison unter Ausschluss der Öffentlichkeit, also ohne zahlende Zuschauer, nur unter den Augen von Teilnehmenden, Funktionären und Medienvertretern. In den verbleibenden neun Geisterspielen gab es fünf Siege, ein Unentschieden und zwei Niederlagen für die Lilien, womit die Mannschaft noch bis auf den fünften Tabellenplatz kletterte und die Saison dort abschloss. Am letzten Spieltag, am 28. Juni 2020, gewann man beim bereits feststehenden Aufsteiger VfB Stuttgart mit 3:1. Es war das letzte Spiel in der Laufbahn des deutschen Ex-Nationalspielers Mario Gómez, der zwar das zwischenzeitliche Anschlusstor für Stuttgart erzielte, aber unmittelbar nach der Niederlage gegen Darmstadt sein sofortiges Karriereende verkündete.

## Personalien

### Sportliche Leitung und Vereinsführung
| Name                      | Funktion                                                   |
| Trainer- und Betreuerstab | Trainer- und Betreuerstab                                  |
| ------------------------- | ---------------------------------------------------------- |
| Dimitrios Grammozis       | Cheftrainer                                                |
| Sven Piepenbrock          | Co-Trainer                                                 |
| Iraklis Metaxas           | Co-Trainer                                                 |
| Dimo Wache                | Torwarttrainer                                             |
| Uwe Zimmermann            | Torwarttrainer                                             |
| Kai Peter Schmitz         | Athletiktrainer                                            |
| Carsten Wehlmann          | Sportlicher Leiter                                         |
| Michael Stegmayer         | Teammanager                                                |
| Dr. med. Michael Weingart | Mannschaftsärzte                                           |
| Dr. Ingo Schwinnen        | Mannschaftsärzte                                           |
| Dr. Alexander Lesch       | Mannschaftsärzte                                           |
| Dr. Philip Jessen         | Mannschaftsärzte                                           |
| Dirk Schmitt              | Physiotherapeuten                                          |
| Sebastian Pommer          | Physiotherapeuten                                          |
| Michael Richter           | Teambetreuer                                               |
| Matthias Neumann          | Teambetreuer                                               |
| Präsidium                 |                                                            |
| Rüdiger Fritsch           | Präsident                                                  |
| Markus Pfitzner           | Vize-Präsident                                             |
| Volker Harr               | Vize-Präsident                                             |
| Tom Eilers                | Lizenzspielerbereich                                       |
| Anne Baumann              | Finanzen                                                   |
| Wolfgang Arnold           | Amateurabteilungen, Infrastruktur, Logistik und Sicherheit |
| Uwe Kuhl                  | Sportliche Entwicklung und Nachwuchsleistungszentrum       |
| Geschäftsstelle           |                                                            |
| Michael Weilguny          | Geschäftsführung                                           |
| Daniel Wurtz              | Leitung Finanzen, Controlling & Personal                   |
| Florian Holzbrecher       | Leitung Marketing & Events                                 |
| Oliver Keller             | Leitung Vertrieb                                           |
| Alexander Hein            | Leitung Veranstaltung & Sicherheit                         |
| Jan Bergholz              | Leitung Medien & PR                                        |
| Björn Kopper              | Leiter Nachwuchsleistungszentrum                           |
| Tim Kuhl                  | Leitung Fußballschule & Organisation NLZ                   |
| Alexander Lehné           | Leitung Fanbetreuung                                       |

### Kader
| Kader Saison 2019/20 | Kader Saison 2019/20 | Kader Saison 2019/20    | Kader Saison 2019/20 | Kader Saison 2019/20   | Kader Saison 2019/20 | Kader Saison 2019/20 |
| Nr.                  | Spieler              | Nat.                    | Geburtsdatum         | vorheriger Verein      | Ligaspiele           | Ligatore             |
| Torhüter             | Torhüter             | Torhüter                | Torhüter             | Torhüter               | Torhüter             | Torhüter             |
| -------------------- | -------------------- | ----------------------- | -------------------- | ---------------------- | -------------------- | -------------------- |
| 01                   | Marcel Schuhen       | Deutschland             | 13.01.1993           | SV Sandhausen          | 26                   | 0                    |
| 13                   | Carl Klaus           | Deutschland             | 31.01.1994           | Atlético Baleares      | 1                    | 0                    |
| 24                   | Ihor Beresowskyj     | Ukraine                 | 24.08.1990           | Lierse SK              | 0                    | 0                    |
| 31                   | Florian Stritzel     | Deutschland             | 31.01.1994           | Karlsruher SC          | 8                    | 0                    |
| 38                   | Carl Leonhard U19    | Deutschland             | 03.01.2001           | SV Concordia Gernsheim | 0                    | 0                    |
| Abwehr               |                      |                         |                      |                        |                      |                      |
| 02                   | Mandela Egbo         | England                 | 17.08.1997           | Borussia M'gladbach    | 5                    | 0                    |
| 03                   | Sebastian Hertner    | Deutschland             | 02.05.1991           | FC Erzgebirge Aue      | 2                    | 0                    |
| 05                   | Patric Pfeiffer      | Deutschland             | 20.08.1999           | Hamburger SV           | 7                    | 1                    |
| 15                   | Mathias Wittek       | Deutschland             | 30.03.1989           | 1. FC Heidenheim       | 2                    | 0                    |
| 21                   | Immanuel Höhn        | Deutschland             | 23.12.1991           | SC Freiburg            | 23                   | 2                    |
| 23                   | Nicolai Rapp         | Deutschland             | 13.12.1996           | 1. FC Union Berlin     | 13                   | 0                    |
| 26                   | Matthias Bader       | Deutschland             | 17.06.1997           | 1. FC Köln             | 12                   | 1                    |
| 32                   | Fabian Holland       | Deutschland             | 11.07.1990           | Hertha BSC             | 32                   | 0                    |
| 35                   | Dario Đumić          | Bosnien und Herzegowina | 30.01.1992           | FC Utrecht             | 33                   | 4                    |
| 37                   | Patrick Herrmann     | Deutschland             | 16.03.1988           | Holstein Kiel          | 26                   | 0                    |
| Mittelfeld           |                      |                         |                      |                        |                      |                      |
| 04                   | Victor Pálsson       | Island                  | 30.04.1991           | FC Zürich              | 31                   | 3                    |
| 06                   | Marvin Mehlem        | Deutschland             | 11.09.1997           | Karlsruher SC          | 26                   | 1                    |
| 08                   | Fabian Schnellhardt  | Deutschland             | 12.01.1994           | MSV Duisburg           | 20                   | 2                    |
| 11                   | Tobias Kempe         | Deutschland             | 27.06.1989           | 1. FC Nürnberg         | 27                   | 7                    |
| 14                   | Paik Seung-ho        | Korea Sud               | 17.03.1997           | FC Girona              | 28                   | 2                    |
| 18                   | Mathias Honsak       | Osterreich              | 20.12.1996           | FC Red Bull Salzburg   | 23                   | 2                    |
| 20                   | Marcel Heller        | Deutschland             | 12.02.1986           | FC Augsburg            | 26                   | 2                    |
| 25                   | Yannick Stark        | Deutschland             | 28.10.1990           | FSV Frankfurt          | 28                   | 1                    |
| 27                   | Tim Skarke           | Deutschland             | 07.09.1996           | 1. FC Heidenheim       | 27                   | 2                    |
| 33                   | Braydon Manu         | Ghana                   | 28.03.1997           | Hallescher FC          | 4                    | 0                    |
| 34                   | Leon Müller U19      | Deutschland             | 11.08.2000           | 1. FSV Mainz 05        | 1                    | 0                    |
| Angriff              |                      |                         |                      |                        |                      |                      |
| 07                   | Felix Platte         | Deutschland             | 11.02.1996           | FC Schalke 04          | 13                   | 1                    |
| 09                   | Johannes Wurtz       | Deutschland             | 19.06.1992           | VfL Bochum             | 1                    | 0                    |
| 19                   | Serdar Dursun        | Turkei                  | 19.10.1991           | SpVgg Greuther Fürth   | 34                   | 16                   |
| 22                   | Ognjen Ožegović      | Serbien                 | 09.06.1994           | FK Partizan Belgrad    | 5                    | 0                    |
| 39                   | Ensar Arslan U19     | Turkei                  | 01.08.2001           | Eintracht Frankfurt    | 2                    | 0                    |
| 40                   | Erich Berko          | Deutschland             | 06.09.1994           | Dynamo Dresden         | 7                    | 0                    |

### Transfers

#### Transfers Winter 2019/20
| Matthias Bader | 1. FC Köln            |
| Nicolai Rapp   | 1. FC Union Berlin a. |

| Mandela Egbo | New York Red Bulls |

#### Transfers Sommer 2019
| Ensar Arslan        | SV Darmstadt 98 U19         |
| Erich Berko         | Dynamo Dresden              |
| Dario Đumić         | FC Utrecht a.               |
| Mandela Egbo        | Borussia Mönchengladbach II |
| Mathias Honsak      | FC Red Bull Salzburg        |
| Carl Klaus          | Atlético Baleares           |
| Carl Leonhard       | SV Darmstadt 98 U19         |
| Braydon Manu        | Hallescher FC               |
| Ognjen Ožegović     | FK Partizan Belgrad         |
| Paik Seung-ho       | FC Girona                   |
| Patric Pfeiffer     | Hamburger SV                |
| Fabian Schnellhardt | MSV Duisburg                |
| Marcel Schuhen      | SV Sandhausen               |
| Tim Skarke          | 1. FC Heidenheim            |

| Patrick Banggaard      | Sønderjysk Elitesport    |
| Sören Bertram          | 1. FC Magdeburg          |
| Marcel Franke          | Norwich City w.a.        |
| McKinze Gaines         | SG Sonnenhof Großaspach  |
| Josip Galić            | BSV Rehden               |
| Luca Gelzleichter      | SV Alemannia Haibach     |
| Max Grün               | Borussia Mönchengladbach |
| Selim Gündüz           | KFC Uerdingen 05         |
| Julian von Haacke      | SK Austria Klagenfurt    |
| Daniel Heuer Fernandes | Hamburger SV             |
| Joevin Jones           | Seattle Sounders         |
| Wilson Kamavuaka       | GKS Tychy                |
| Romuald Lacazette      | FC Villefranche          |
| Slobodan Medojević     | AEL Limassol             |
| Christoph Moritz       | Hamburger SV w.a.        |
| Tim Rieder             | FC Augsburg w.a.         |
| Cameron Royo           | SC Viktoria Griesheim    |
| Rouven Sattelmaier     | Karriereende             |
| Sandro Sirigu          | Chemnitzer FC            |

## Spiele

### 2. Bundesliga
Die Tabelle listet alle Spiele des Vereins in der 2. Fußball-Bundesliga 2019/20 auf. Siege sind grün, Unentschieden sind gelb und Niederlagen sind rot hinterlegt.
| ST | Datum              | Gegner               | Platz    | Ort                                       | Zuschauer | Ergebnis  | Tore                                                                                              |
| -- | ------------------ | -------------------- | -------- | ----------------------------------------- | --------- | --------- | ------------------------------------------------------------------------------------------------- |
| 1  | 28. Juli 2019      | Hamburger SV         | Auswärts | Volksparkstadion, Hamburg                 | 44.475    | 1:1 (0:0) | 0:1 Skarke (46.), 1:1 Hunt (90.+8, Elfmeter)                                                      |
| 2  | 4. August 2019     | Holstein Kiel        | Heim     | Merck-Stadion am Böllenfalltor, Darmstadt | 13.065    | 2:0 (1:0) | 1:0 Skarke (11.), 2:0 Dursun (64., Elfmeter)                                                      |
| 3  | 19. August 2019    | VfL Osnabrück        | Auswärts | Bremer Brücke, Osnabrück                  | 14.101    | 4:0 (1:0) | 1:0 Amenyido (16.), 2:0 Wolze (51.), 3:0 Ouahim (72.), 4:0 Álvarez (79.)                          |
| 4  | 23. August 2019    | Dynamo Dresden       | Heim     | Merck-Stadion am Böllenfalltor, Darmstadt | 14.610    | 0:0 (0:0) | —                                                                                                 |
| 5  | 30. August 2019    | SV Sandhausen        | Auswärts | BWT-Stadion am Hardtwald, Sandhausen      | 7.681     | 1:0 (0:0) | 1:0 Zenga (47.)                                                                                   |
| 6  | 15. September 2019 | 1. FC Nürnberg       | Heim     | Merck-Stadion am Böllenfalltor, Darmstadt | 15.200    | 3:3 (1:2) | 1:0 Dursun (6.), 1:1 Hack (9.), 1:2 Frey (45.), 2:2 Đumić (72.), 3:2 Dursun (82.), 3:3 Hack (85.) |
| 7  | 20. September 2019 | 1. FC Heidenheim     | Auswärts | Voith-Arena, Heidenheim an der Brenz      | 10.800    | 1:0 (0:0) | 1:0 Leipertz (59.)                                                                                |
| 8  | 28. September 2019 | VfL Bochum           | Auswärts | Vonovia-Ruhrstadion, Bochum               | 14.321    | 2:2 (2:1) | 1:0 Ganvoula (10., Elfmeter), 1:1 Höhn (13.), 2:1 Ganvoula (25.), 2:2 Heller (85.)                |
| 9  | 4. Oktober 2019    | Karlsruher SC        | Heim     | Merck-Stadion am Böllenfalltor, Darmstadt | 14.850    | 1:1 (1:1) | 1:0 Đumić (7.), 1:1 Hofmann (9.)                                                                  |
| 10 | 19. Oktober 2019   | FC St. Pauli         | Auswärts | Millerntor-Stadion, Hamburg-St. Pauli     | 29.412    | 0:1 (0:0) | 0:1 Pálsson (80.)                                                                                 |
| 11 | 25. Oktober 2019   | FC Erzgebirge Aue    | Heim     | Merck-Stadion am Böllenfalltor, Darmstadt | 14.095    | 1:0 (0:0) | 1:0 Đumić (87.)                                                                                   |
| 12 | 2. November 2019   | SpVgg Greuther Fürth | Auswärts | Sportpark Ronhof, Fürth                   | 8.225     | 3:1 (2:0) | 1:0 Hrgota (31.), 2:0 Höhn (37., Eigentor), 3:0 Hrgota (47.), 3:1 Pálsson (87.)                   |
| 13 | 10. November 2019  | SSV Jahn Regensburg  | Heim     | Merck-Stadion am Böllenfalltor, Darmstadt | 13.350    | 2:2 (0:1) | 1:0 Đumić (15., Eigentor), 1:1 Dursun (88.), 2:1 Dursun (90.), 2:2 Albers (90.+4)                 |
| 14 | 25. November 2019  | Hannover 96          | Auswärts | HDI Arena, Hannover                       | 22.100    | 1:2 (1:2) | 0:1 Anton (4., Eigentor), 1:1 Haraguchi (14.), 1:2 Kempe (29.)                                    |
| 15 | 1. Dezember 2019   | Arminia Bielefeld    | Heim     | Merck-Stadion am Böllenfalltor, Darmstadt | 13.900    | 1:3 (0:0) | 0:1 Klos (48.), 0:2 Klos (49.), 1:2 Kempe (71.), 1:3 Voglsammer (90.+2.)                          |
| 16 | 8. Dezember 2019   | SV Wehen Wiesbaden   | Auswärts | Brita-Arena, Wiesbaden                    | 8.000     | 0:0 (0:0) | —                                                                                                 |
| 17 | 16. Dezember 2019  | VfB Stuttgart        | Heim     | Merck-Stadion am Böllenfalltor, Darmstadt | 14.875    | 1:1 (1:1) | 1:0 Kempe (20.), 1:1 Sosa (45.)                                                                   |
| 18 | 21. Dezember 2019  | Hamburger SV         | Heim     | Merck-Stadion am Böllenfalltor, Darmstadt | 14.875    | 2:2 (1:2) | 0:1 Hinterseer (18.), 1:1 Dursun (32.), 1:2 Jatta (45.), 2:2 Dursun (58.)                         |
| 19 | 29. Januar 2020    | Holstein Kiel        | Auswärts | Holstein-Stadion, Kiel                    | 9.600     | 1:1 (1:1) | 1:0 Thesker (30.), 1:1 Dursun (45.)                                                               |
| 20 | 2. Februar 2020    | VfL Osnabrück        | Heim     | Merck-Stadion am Böllenfalltor, Darmstadt | 14.825    | 2:2 (1:1) | 1:0 Dursun (35.), 1:1 Álvarez (42., Elfmeter), 1:2 Girth (77.), 2:2 Platte (83.)                  |
| 21 | 7. Februar 2020    | Dynamo Dresden       | Auswärts | Rudolf-Harbig-Stadion, Dresden            | 26.243    | 2:3 (1:3) | 1:0 Hušbauer (4.), 1:1 Paik (8.), 1:2 Kempe (12.), 1:3 Dursun (43.), 2:3 Schmidt (57.)            |
| 22 | 16. Februar 2020   | SV Sandhausen        | Heim     | Merck-Stadion am Böllenfalltor, Darmstadt | 14.310    | 1:0 (0:0) | 1:0 Höhn (59.)                                                                                    |
| 23 | 23. Februar 2020   | 1. FC Nürnberg       | Auswärts | Max-Morlock-Stadion, Nürnberg             | 25.549    | 1:2 (1:0) | 1:0 Dovedan (30.), 1:1 Kempe (55., Elfmeter), 2:1 Đumić (89.)                                     |
| 24 | 29. Februar 2020   | 1. FC Heidenheim     | Heim     | Merck-Stadion am Böllenfalltor, Darmstadt | 13.020    | 2:0 (2:0) | 1:0 Dursun (11.), 2:0 Honsak (16.)                                                                |
| 25 | 7. März 2020       | VfL Bochum           | Heim     | Merck-Stadion am Böllenfalltor, Darmstadt | 15.125    | 0:0 (0:0) | —                                                                                                 |
| 26 | 16. Mai 2020       | Karlsruher SC        | Auswärts | Wildparkstadion, Karlsruhe                | 0         | 2:0 (0:0) | 1:0 Hofmann (67.), 2:0 Wanitzek (90.+6)                                                           |
| 27 | 23. Mai 2020       | FC St. Pauli         | Heim     | Merck-Stadion am Böllenfalltor, Darmstadt | 0         | 4:0 (1:0) | 1:0 Honsak (7.), 2:0 Stark (74.), 3:0 Mehlem (78.), 4:0 Pálsson (89.)                             |
| 28 | 26. Mai 2020       | FC Erzgebirge Aue    | Auswärts | Erzgebirgsstadion, Aue-Bad Schlema        | 0         | 1:3 (1:1) | 1:0 Krüger (8.), 1:1 Kempe (19., Elfmeter), 1:2 Dursun (72.), 1:3 Dursun (81.)                    |
| 29 | 29. Mai 2020       | SpVgg Greuther Fürth | Heim     | Merck-Stadion am Böllenfalltor, Darmstadt | 0         | 1:1 (0:0) | 1:0 Schnellhardt (56.), 1:1 Stefaniak (87.)                                                       |
| 30 | 6. Juni 2020       | SSV Jahn Regensburg  | Auswärts | Arena Regensburg, Regensburg              | 0         | 3:0 (1:0) | 1:0 Correia (7.), 2:0 Besuschkow (52.), 3:0 George (77.)                                          |
| 31 | 14. Juni 2020      | Hannover 96          | Heim     | Merck-Stadion am Böllenfalltor, Darmstadt | 0         | 3:2 (1:0) | 1:0 Dursun (24.), 1:1 Prib (47.), 1:2 Ducksch (58.), 2:2 Schnellhardt (62.), 3:2 Pfeiffer (90.)   |
| 32 | 18. Juni 2020      | Arminia Bielefeld    | Auswärts | SchücoArena, Bielefeld                    | 0         | 1:0 (0:0) | 1:0 Prietl (52.)                                                                                  |
| 33 | 21. Juni 2020      | SV Wehen Wiesbaden   | Heim     | Merck-Stadion am Böllenfalltor, Darmstadt | 0         | 3:1 (0:1) | 0:1 Schäffler (5.), 1:1 Dursun (63.), 2:1 Paik (77.), 3:1 Heller (86.)                            |
| 34 | 28. Juni 2020      | VfB Stuttgart        | Auswärts | Mercedes-Benz Arena, Stuttgart            | 0         | 1:3 (1:1) | 0:1 Dursun (32.), 1:1 Gómez (5.), 1:2 Bader, 1:3 Kempe (88.)                                      |

### DFB-Pokal
Als Zweitligist war der SV Darmstadt 98 automatisch für den DFB-Pokal 2019/20 qualifiziert und siegte in der 1. Runde gegen den fünftklassigen FC Oberneuland (6:1), schied jedoch in der zweiten Runde gegen den Ligakonkurrenten Karlsruher SC (0:1) aus.
| Runde    | Datum            | Gegner         | Liga des Gegners | Platz    | Ort                                       | Zuschauer | Ergebnis  | Tore |
| -------- | ---------------- | -------------- | ---------------- | -------- | ----------------------------------------- | --------- | --------- | --- |
| 1. Runde | 11. August 2019  | FC Oberneuland | Bremen-Liga (V.) | Auswärts | Florian Wellmann Stadion, Oberneuland     | 2.353     | 1:6 (0:3) | 0:1 Schnellhardt (33.), 0:2 Mehlem (38.), 0:3 Dursun (43.), 1:3 Jobe (48.), 1:4 Dursun (57.), 1:5 Dursun (75.), 1:6 Skarke (90.) |
| 2. Runde | 29. Oktober 2019 | Karlsruher SC  | 2. Bundesliga    | Heim     | Merck-Stadion am Böllenfalltor, Darmstadt | 11.240    | 0:1 (0:0) | 0:1 Hofmann (85.) |

### Testspiele
Diese Tabelle führt die ausgetragenen Testspiele des Vereins in der Saison 2019/20 auf. Siege sind grün, Unentschieden sind gelb und Niederlagen sind rot hinterlegt.
| Datum             | Gegner               | Liga des Gegners                 | Platz    | Ort                                                           | Zuschauer | Ergebnis  | Tore |
| ----------------- | -------------------- | -------------------------------- | -------- | ------------------------------------------------------------- | --------- | --------- | --- |
| 26. Juni 2019     | Rot-Weiß Darmstadt   | Verbandsliga Hessen Süd (VI.)    | Auswärts | Waldsportpark, Darmstadt                                      | 1.000     | 0:9 (0:5) | 0:1 Dursun (1.), 0:2 Bertram (5.), 0:3 Dursun (8.), 0:4 Dursun (15.), 0:5 Dursun (38.), 0:6 Wurtz (48.), 0:7 Wurtz (65.), 0:8 Gaines (87.), 0:9 Mehlem (89.) |
| 29. Juni 2019     | SV Münster           | Gruppenliga Darmstadt (VII.)     | Auswärts | Sportplatz am Mäusberg, Münster (Hessen)                      | 1.300     | 0:8 (0:3) | 0:1 Mehlem (20.), 0:2 Heller (34.), 0:3 Wurtz (38.), 0:4 Stark (50.), 0:5 Müller (59.), 0:6 Müller (68.), 0:7 Stark (70.), 0:8 Dursun (80.)                  |
| 5. Juli 2019      | SV Alemannia Haibach | Landesliga Bayern Nordwest (VI.) | Auswärts | Stadion am Hohen Kreuz, Haibach (Unterfranken)                | 700       | 0:7 (0:3) | 0:1 Heller (10.), 0:2 Dursun (16.), 0:3 Dursun (43.), 0:4 Müller (47.), 0:5 Schnellhardt (59.), 0:6 Platte (67.), 0:7 Skarke (87.)                           |
| 10. Juli 2019     | Feyenoord Rotterdam  | Eredivisie (I.)                  | Neutral  | Silberstadt-Arena, Schwaz                                     | 200       | 1:2 (0:1) | 0:1 Vente (20.), 1:1 Dursun (65.), 1:2 Bannis (75.) |
| 13. Juli 2019     | Werder Bremen        | 1. Bundesliga                    | Neutral  | Parkstadion, Zell am Ziller                                   | 650       | 1:1 (1:0) | 1:0 Herrmann (36.), 1:1 Goller (76.) |
| 20. Juli 2019     | Vitesse Arnheim      | Eredivisie (I.)                  | Heim     | Merck-Stadion am Böllenfalltor, Darmstadt                     | 2.050     | 0:1 (0:1) | 0:1 Matavž (25.) |
| 12. August 2019   | FC Hanau 93          | Hessenliga (V.)                  | Auswärts | Heinrich-Sonnrein-Sportanlage, Hanau                          | 800       | 1:3 (0:1) | 0:1 OwusuU19 (43.), 0:2 Wurtz (78.), 1:2 Arslan (84.), 1:3 Wittek (88.)                                                                                      |
| 8. Oktober 2019   | FC 08 Homburg        | Regionalliga Südwest (IV.)       | Auswärts | Waldstadion Homburg, Homburg                                  | 420       | 0:1 (0:0) | 0:1 Dulleck (82.) |
| 10. Oktober 2019  | Würzburger Kickers   | 3. Liga                          | Heim     | Merck-Stadion am Böllenfalltor, Darmstadt                     | 0         | 2:0 (0:0) | Torschützen nicht bekannt |
| 15. November 2019 | 1. FSV Mainz 05      | 1. Bundesliga                    | Auswärts | Bruchwegstadion, Mainz                                        | 536       | 2:1 (0:1) | 0:1 Ožegović (41., Elfmeter), 1:1 Öztunali (63.), 2:1 Aarón (71.)                                                                                            |
| 19. November 2019 | FSV Frankfurt        | Regionalliga Südwest (IV.)       | Auswärts | PSD Bank Arena, Frankfurt am Main                             | 300       | 1:0 (1:0) | 1:0 Güclü (14.) |
| 10. Januar 2020   | 1. FC Saarbrücken    | Regionalliga Südwest (IV.)       | Auswärts | FC-Sportfeld, Saarbrücken                                     | 700       | 0:3 (0:0) | 0:1 Honsak (52.), 0:2 Đumić (80.), 0:3 Skarke (90.) |
| 17. Januar 2020   | FC Lausanne-Sport    | Challenge League (II.)           | Neutral  | Santa María Polo Club, Sotogrande                             | 200       | 2:2 (1:2) | 1:0 Rapp (21.), 1:1 Turkes (29.), 1:2 Zeqiri (32.), 2:2 Ožegović (78., Elfmeter)                                                                             |
| 21. Januar 2020   | Gaz Metan Mediaș     | Liga 1 (I.)                      | Neutral  | Estadio municipal de La Línea de la Concepción, Provinz Cádiz | 150       | 0:0 (0:0) | — |

## Saisonverlauf
| Spieltag | 1 | 2 | 3  | 4  | 5  | 6  | 7  | 8  | 9  | 10 | 11 | 12 | 13 | 14 | 15 | 16 | 17 | 18 | 19 | 20 | 21 | 22 | 23 | 24 | 25 | 26 | 27 | 28 | 29 | 30 | 31 | 32 | 33 | 34 |
| -------- | - | - | -- | -- | -- | -- | -- | -- | -- | -- | -- | -- | -- | -- | -- | -- | -- | -- | -- | -- | -- | -- | -- | -- | -- | -- | -- | -- | -- | -- | -- | -- | -- | -- |
| Spielort | A | H | A  | H  | A  | H  | A  | A  | H  | A  | H  | A  | H  | A  | H  | A  | H  | H  | A  | H  | A  | H  | A  | H  | H  | A  | H  | A  | H  | A  | H  | A  | H  | A  |
| Resultat | U | S | N  | U  | N  | U  | N  | U  | U  | S  | S  | N  | U  | S  | N  | U  | U  | U  | U  | U  | S  | S  | S  | S  | U  | N  | S  | S  | U  | N  | S  | N  | S  | S  |
| Platz    | 8 | 6 | 13 | 11 | 16 | 14 | 15 | 16 | 17 | 15 | 11 | 14 | 13 | 10 | 12 | 13 | 12 | 12 | 11 | 11 | 11 | 9  | 7  | 6  | 6  | 7  | 5  | 5  | 5  | 5  | 5  | 5  | 5  | 5  |

Legende: Spielort: H = Heim; A = Auswärts. Resultat: S = Sieg; U = Unentschieden; N = Niederlage

## Abschlusstabelle

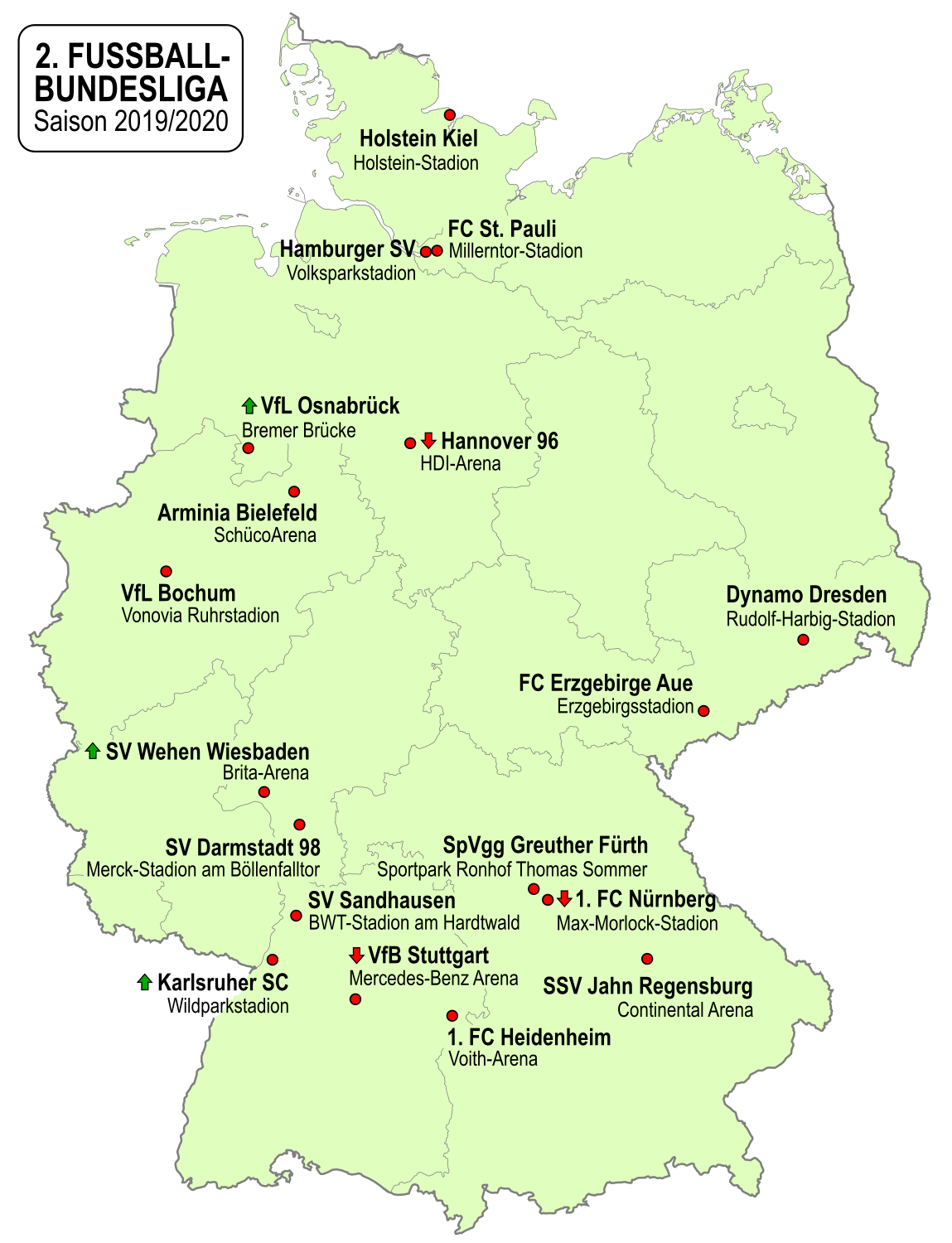
Teilnehmende Vereine der 2. Bundesliga 2019/20

| Pl. | Verein                 | Sp. | S  | U  | N  | Tore    | Diff. | Punkte | Anm. |
| --- | ---------------------- | --- | -- | -- | -- | ------- | ----- | ------ | ---- |
| 1.  | Arminia Bielefeld      | 34  | 18 | 14 | 2  | 065:300 | +35   | 68     | ▲    |
| 2.  | VfB Stuttgart (A)      | 34  | 17 | 7  | 10 | 062:410 | +21   | 58     | ▲    |
| 3.  | 1. FC Heidenheim       | 34  | 15 | 10 | 9  | 045:360 | +9    | 55     | ( ▲) |
| 4.  | Hamburger SV           | 34  | 14 | 12 | 8  | 062:460 | +16   | 54     |      |
| 5.  | SV Darmstadt 98        | 34  | 13 | 13 | 8  | 048:430 | +5    | 52     |      |
| 6.  | Hannover 96 (A)        | 34  | 13 | 9  | 12 | 054:490 | +5    | 48     |      |
| 7.  | FC Erzgebirge Aue      | 34  | 13 | 8  | 13 | 046:480 | −2    | 47     |      |
| 8.  | VfL Bochum             | 34  | 11 | 13 | 10 | 053:510 | +2    | 46     |      |
| 9.  | SpVgg Greuther Fürth   | 34  | 11 | 11 | 12 | 046:450 | +1    | 44     |      |
| 10. | SV Sandhausen          | 34  | 10 | 13 | 11 | 043:450 | −2    | 43     |      |
| 11. | Holstein Kiel          | 34  | 11 | 10 | 13 | 053:560 | −3    | 43     |      |
| 12. | SSV Jahn Regensburg    | 34  | 11 | 10 | 13 | 050:560 | −6    | 43     |      |
| 13. | VfL Osnabrück (N)      | 34  | 9  | 13 | 12 | 046:480 | −2    | 40     |      |
| 14. | FC St. Pauli           | 34  | 9  | 12 | 13 | 041:500 | −9    | 39     |      |
| 15. | Karlsruher SC (N)      | 34  | 8  | 13 | 13 | 045:560 | −11   | 37     |      |
| 16. | 1. FC Nürnberg (A)     | 34  | 8  | 13 | 13 | 045:580 | −13   | 37     | ( ▼) |
| 17. | SV Wehen Wiesbaden (N) | 34  | 9  | 7  | 18 | 045:650 | −20   | 34     | ▼    |
| 18. | Dynamo Dresden         | 34  | 8  | 8  | 18 | 032:580 | −26   | 32     | ▼    |

|                         | |
| Zum Saisonende 2018/19: | |
| (A)                     | Absteiger aus der Bundesliga: VfB Stuttgart (Verlierer der Bundesliga-Relegation), Hannover 96, 1. FC Nürnberg          |
| (N)                     | Neuling, Aufsteiger aus der 3. Liga: VfL Osnabrück, Karlsruher SC, SV Wehen Wiesbaden (Sieger der Zweitliga-Relegation) |
| Zum Saisonende 2019/20: | |
| ▲                       | Aufsteiger in die Bundesliga 2020/21                                                                                    |
| ( ▲)                    | Teilnehmer an den Relegationsspielen gegen den 16. der Bundesliga 2019/20                                               |
| ( ▼)                    | Teilnehmer an den Relegationsspielen gegen den Dritten der 3. Liga 2019/20                                              |
| ▼                       | Absteiger in die 3. Liga 2020/21                                                                                        |

## Zuschauerzahlen
Folgende Tabelle bietet einen Vergleich der Zuschauerzahlen der Heim- und Auswärtsspiele des SV Darmstadt 98 im Ligabetrieb dieser Saison. Die Vereine sind nach Austragungsreihenfolge der Heimspiele nach Spieltag sortiert.
| Gegner in Heimspielreihenfolge | Heimspiel         | Auswärtsspiel     | Austragungsort beim Auswärtsspiel                     |
| ------------------------------ | ----------------- | ----------------- | ----------------------------------------------------- |
| 1. Holstein Kiel               | 13.065            | 09.600            | Holstein-Stadion, Kiel                                |
| 2. Dynamo Dresden              | 14.610            | 26.243            | Rudolf-Harbig-Stadion, Dresden                        |
| 3. 1. FC Nürnberg              | 15.200            | 25.549            | Max-Morlock-Stadion, Nürnberg                         |
| 4. Karlsruher SC               | 14.850            | 000               | Wildparkstadion, Karlsruhe                            |
| 5. FC Erzgebirge Aue           | 14.095            | 000               | Erzgebirgsstadion, Aue-Bad Schlema                    |
| 6. SSV Jahn Regensburg         | 13.350            | 000               | Arena Regensburg, Regensburg                          |
| 7. Arminia Bielefeld           | 13.900            | 000               | SchücoArena, Bielefeld                                |
| 8. VfB Stuttgart               | 14.875            | 000               | Mercedes-Benz Arena, Stuttgart                        |
| 9. Hamburger SV                | 14.875            | 44.475            | Volksparkstadion, Hamburg                             |
| 10. VfL Osnabrück              | 14.825            | 14.101            | Bremer Brücke, Osnabrück                              |
| 11. SV Sandhausen              | 14.310            | 07.681            | BWT-Stadion am Hardtwald, Sandhausen                  |
| 12. 1. FC Heidenheim           | 13.020            | 10.800            | Voith-Arena, Heidenheim an der Brenz                  |
| 13. VfL Bochum                 | 15.125            | 14.321            | Vonovia-Ruhrstadion, Bochum                           |
| 14. FC St. Pauli               | 000               | 29.412            | Millerntor-Stadion, Hamburg-St. Pauli                 |
| 15. SpVgg Greuther Fürth       | 000               | 08.225            | Sportpark Ronhof, Fürth                               |
| 16. Hannover 96                | 000               | 22.100            | HDI Arena, Hannover                                   |
| 17. SV Wehen Wiesbaden         | 000               | 08.000            | Brita-Arena, Wiesbaden                                |
| Im Schnitt:                    | 14.315 1 10.947 2 | 15.750 1 12.971 2 | Heimspiele: Merck-Stadion am Böllenfalltor, Darmstadt |